# Eleganten Från Vidderna - Filmen om Eddie Meduza
Eleganten Från Vidderna - Filmen om Eddie Meduza er en dokumentarfilm om Errol Norstedt, indspillet i 2010. Medvirkende er bl.a.:Errol Norstedt, Jan-Åke Fröidh, Maritza Johansson, Anders Norstedt, Hanne Mikkelsen, Linda Norstedt og Leila Bergendahl. Filmen havde premiere i Sverige den 3. februar 2010 og blev sendt på SVT 2 den 1. april 2011.

## Handling
Filmen handler om manden Errol Norstedt, om hans liv, hvordan han blev Eddie Meduza og om hans tidlige død på bare 53 år.

## Ekstramateriale
Filmen indeholdt ekstramateriale såsom interviews, der ikke kom med i filmen med Sture Svensson (Norstedts nabo), Jan-Åke Fröidh (Norstedts ven), John Norum & Thomas Witt (bandmedlemmer fra 1978-1984) og brødrene Björn & Peter Melin (bandmedlemmer).
Det omfattede også sketcher og uudgivne sange. De uudgivne sangene er:
- Keep On Runnin' (cover på en sang af Jackie Edwards) (Optaget i slutningen af 60'erne.)
- Hallå Du Gamle Indian (cover på en sang af Lasse Dahlqvist) (Optaget i 1973 i Tidaholms bibliotek)
- I'm A No Good Writer (Optaget i 1974 og er forløberen til sangen "Fete Norstedt" fra kassettebåndet Dubbelidioterna)
- Columbus (Optaget i 1974)
- Här Hemma (demo) (Optaget ca 1974)
- Jag Har En Kraftig Saftig Röv (fra Mannen Utan Hjärna) (Optaget ca 1976)
- Disco Burp (demo) (Optaget i midten af 70'erne)
- Mats Olsson (Optaget i 1979)
- Reklamekassette med E. Hitler (Udarbejdet omkring 1980)
- Norwegian Boogie (Live) (Optaget 18. december 1982 i Bjärnum)
- Smällphete Sigges Great Balling Show (Optaget ca 1985)
- Tulpaner I Skorna Åt Far (Ny version fra 90'erne)
- Åh, Vilket Slagsmål Det Var (Optaget i 90'erne)
- Då Går Vi Upp Och Runkar Våran Ball (Optaget i 90'erne)
- Jag Ska Aldrig Mera Spela Bingolotto (Optaget i 90'erne)
- Ronka Kuken För Fina Stunder (Optaget i 90'erne)

Og sketcherne er:
- Faktuellt
- Café Italiano
- Järnaffären
- En Kopp Kaffe
- Tourettes Syndrom (originaltitel: "Hos Doktorn" fra filmen Privat Pirat)
- Överste Lydholm
- Trädgårdshörnan
- New York
- E. Hitler
- Sagostunden
- Hur Man Knullar Fruntimmer
- Kalle Bandare (fra filmen Privat Pirat)

## Musikanten Från Vidderna
Efter filmen kom det opfølgende samlealbum Musikanten Från Vidderna med materiale fra Errol Norstedts kassetter og to tidligere uudgivne sange som bonusspor.
| 1.  | "Introduktion"                                  | 01:07 |
| 2.  | "Mera Brännvin"                                 | 02:42 |
| 3.  | "Kom Hit Ska Du Få"                             | 01:52 |
| 4.  | "Bonnadisco"                                    | 03:01 |
| 5.  | "Jag Släppte En Skit På Dansrotundans Dansgolv" | 04:15 |
| 6.  | "Fåntratt Shuffle"                              | 02:49 |
| 7.  | "Jag Är Konstnärrrr"                            | 03:12 |
| 8.  | "Herr Karlsson Är Ett Svin"                     | 03:32 |
| 9.  | "De' E' Gött Å' Supa, Pöjka'!"                  | 02:45 |
| 10. | "Disco-Tjo"                                     | 05:05 |
| 11. | "Vår Gamle Opel"                                | 03:42 |
| 12. | "Jag Blir Aldrig Riktigt Vuxen, Jag!"           | 03:27 |
| 13. | "Kuken Står På Mats Olsson"                     | 01:18 |
| 14. | "Alla Tiders Fyllekalas"                        | 02:28 |
| 15. | "Fruntimmer Ska En' Ha Å' Knulla Mä'"           | 04:11 |

| 1.  | "Terylenebyxor"                               | 02:41 |
| 2.  | "En Idiot"                                    | 04:28 |
| 3.  | "Tillbaks Till Hawaii"                        | 02:42 |
| 4.  | "Min EPA-Traktor"                             | 03:34 |
| 5.  | "Har Ni Sett Herr Kuk?"                       | 03:23 |
| 6.  | "Kliar Mig I Röven"                           | 02:29 |
| 7.  | "Hemorroider I Mitt Rövhål"                   | 01:54 |
| 8.  | "Släpp En Fis"                                | 02:43 |
| 9.  | "Dom Ljuger"                                  | 03:35 |
| 10. | "Willy"                                       | 03:19 |
| 11. | "Ta Mig I Röven, Pojkar! (Lester C. Garreth)" | 03:37 |
| 12. | "När Knugen Knulla' Silvia"                   | 01:58 |
| 13. | "Den Runkande Spårvagnschauffören"            | 03:34 |
| 14. | "Eleganten Från Vidderna"                     | 03:09 |
| 15. | "Afslutning"                                  | 00:47 |

Bonussange:
- I Cry For You[4]
- Vi Är Så Många Mänskospillror (på dansk: Vi Er Så Mange Menneskevrager).[5]